# Margrit Wischnewski
Margrit Wischnewski (* 12. Juli 1948 in Langensalza) ist eine deutsche Pädagogin, Puppenspielerin und Puppengestalterin.

## Leben und Werk
Margrit Wischnewski machte das Abitur und absolvierte von 1967 bis 1971 an der Humboldt-Universität zu Berlin ein Pädagogik-Studium. Von 1971 bis 1980 arbeitete sie an einer Erweiterten Oberschule als Fachlehrer für Kunsterziehung und Deutsch. Sie betätigte sich seit 1980 freiberuflich als Puppengestalterin und Puppenspielerin und war bis 2010 Regisseurin, Ausstatterin und Bühnenbildnerin an Puppentheatern. Seit 1999 baut sie Pop-Up-Bücher aus Pappe und Papier.
Sie war u. a. Künstlerische Leiterin des Puppentheaters am Volkstheater Rostock. 1999 zog sie mit ihrer Familie nach Schwerin. Dort war sie von 1999 bis 2010 war sie Leiterin des Puppentheaters im E-Werk des Mecklenburgischen Staatstheater Schwerin. 2001 begründete sie in Schwerin das Festival Puppen im Park, das bis 2010 jährlich stattfand. Mit dem Freilichtmuseum Schwerin-Mueß rief sie das Puppentheater KINNINGSHUS am Mueßer Berg ins Leben, wo sie selbst bis 2018 auftrat. Margrit Wischnewski war von 1979 bis 1990 Kandidat bzw. Mitglied des Verbands Bildender Künstler der DDR. Sie ist verheiratet und hat zwei Kinder.
Von ihr gestaltete Handpuppen befinden sich u. a. in der Puppentheatersammlung Dresden.

## Weitere Theater, an denen Margrit Wischnewski gearbeitet hat
- Berlin: Figurentheater im Haus der Jungen Talente
- Berlin: Berliner Puppentheater
- Naumburg: Puppentheater Naumburg
- Neubrandenburg: Puppentheater Neubrandenburg

## Von Margrit Wischnewski inszenierte oder ausgestattete Stücke (unvollständig)
- Der kleine häßliche Vogel (Figurentheater Berlin, ab 1979)
- Gevatter Tod (Figurentheater, ab 1979)
- Marie und der Nussknacker (Berliner Puppentheater, 1980)
- Der Prinz und die Rose (Neubrandenburg, 1980)
- Hase und Igel (Neubrandenburg, 1980)
- Und liebe Götter, welch ein Glück (Naumburg, 1981)
- Der Eisenhans (Schwerin, 1999)
- Der gestiefelte Kater (Schwerin, 2001)
- Faust (Schwerin, 2004)
- Nosferatu (Schwerin, 2006)
- Hoffmann’s Erzählungen (Schwerin, 2009)

## Ausstellungen (mutmaßlich unvollständig)
- 1981: Berlin, Ausstellungszentrum am Fernsehturm („Bild und Szene“)
- 1981: Magdeburg („Die Theaterpuppe und ihre Bühne“)
- 1982/1983: Dresden, IX. Kunstausstellung der DDR

## Einzelnachweis
1. ↑  SKD | Online Collection. Abgerufen am 24. Oktober 2023.

| Personendaten    | Personendaten                                             |
| ---------------- | --------------------------------------------------------- |
| NAME             | Wischnewski, Margrit                                      |
| KURZBESCHREIBUNG | deutsche Pädagogin, Puppenspielerin und Puppengestalterin |
| GEBURTSDATUM     | 12. Juli 1948                                             |
| GEBURTSORT       | Langensalza                                               |